# Yakov Kreizberg
Yakov Kreizberg (Leningrado, 24 de outubro de 1959 – Monte Carlo, 15 de março de 2011) foi um maestro russo naturalizado norte-americano.